# Cladocora caespitosa
Cladocora caespitosa е вид корал от семейство Caryophylliidae. Възникнал е преди около 3,6 млн. години по времето на периода неоген.

## Разпространение и местообитание
Този вид е разпространен в Албания, Алжир, Гибралтар, Гърция, Египет, Израел, Испания, Италия, Кипър, Либия, Ливан, Малта, Мароко, Монако, Сирия, Словения, Тунис, Турция, Франция, Хърватия и Черна гора.
Обитава океани и морета. Среща се на дълбочина от 7 до 38 m, при температура на водата от 15,8 до 17,1 °C и соленост 37,9 – 38,2 ‰.